# Nucleo speciale di intervento
Il Nucleo speciale di intervento (N.S.I.) è un'unità della guardia costiera italiana specializzata in attività di polizia giudiziaria e direttamente dipendente dal comando generale.

## Storia
È stato istituito attuando l'art.7 comma 1 del decreto ministeriale 2 febbraio 2006 del Ministero delle infrastrutture e dei trasporti ed in conformità al decreto n. 1518/2019 del Comandante generale del Corpo delle capitanerie di porto.
Nel 2018 con un'indagine lampo effettuano un maxi-sequestro di dischetti di plastica che venivano riversati nel Mar Tirreno.
A gennaio 2021 eseguono un'operazione a Cagliari denunciando 2 imprenditori per bancarotta fraudolenta e turbata libertà degli incanti.

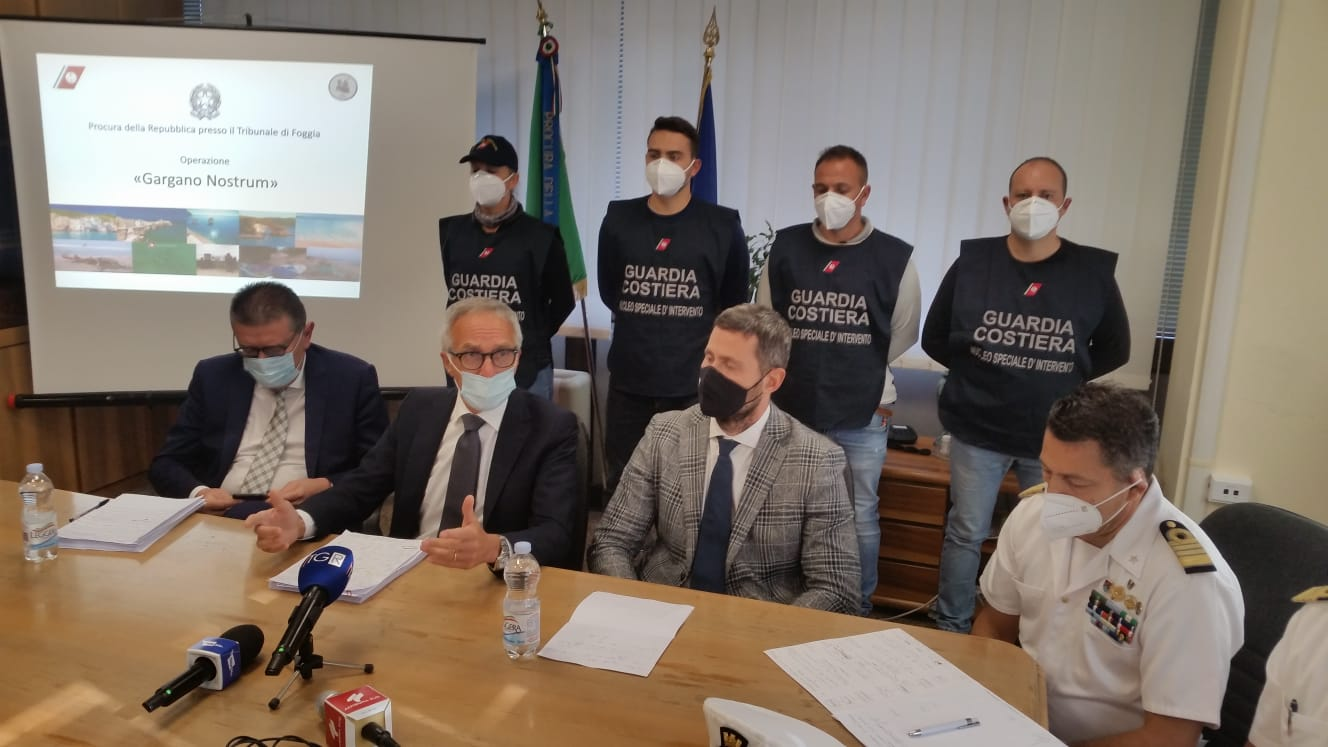
Operatori del N.S.I. a seguito dell'operazione "Gargano Nostrum"

Ad ottobre del 2021 effettuano l'operazione "Gargano Nostrum" arrestando 10 persone per disastro ambientale ed altre 4 per combustione illecita di rifiuti, ed inoltre sequestrando 10 aree demaniali marittime in concessione per un totale di 30 milioni di metri quadri di territorio, l'operazione ha impiegato 150 militari dopo circa 20 mesi di indagini.
Ad ottobre 2022 assieme alla polizia di Stato e alle strutture periferiche del corpo hanno sequestrato dei reperti archeologici trafugati a Gaeta denunciando 2 persone ed effettuando svariate perquisizioni informatiche e di abitazioni.

## Attività ed organizzazione
Il nucleo può operare d'iniziativa per i reati di competenza, può operare su disposizione dell'autorità giudiziaria e può concorrere attraverso il proprio personale specializzato a supporto di attività di polizia giudiziaria che richiedono un sopporto tecnico specializzato di cui dispone solo il corpo, inoltre fornisce supporto ai vari nuclei locali del corpo.
Per accedere al nucleo non ci sono concorsi pubblici o interni ma vi è tutta via una selezione a livello centrale principalmente tra il personale con molta esperienza che ha operato presso i Nuclei Operativi per la Difesa del Mare o presso le sezioni distaccate presso le procure della Repubblica.
Il nucleo è diviso in 2 sezioni:
- 1ª Sezione - acquisizione ed elaborazione dati ed informazioni, che svolge le seguenti attività:
  1. Acquisizione ed elaborazione dati e informazioni;
  2. Monitoraggio situazioni d'interesse;
  3. Scambio di informazioni con le altre forze di polizia.
- 2ª Sezione - operazioni, che svolge le seguenti attività:
  1. Programmazione e pianificazione attività da svolgere
  2. Supporto ai nuclei periferici di polizia giudiziaria
  3. Effettuazione di attività delegate dal comandante generale.
  4. Supporto, anche tecnico, ed effettuazione alle attività di indagine anche con altre forze di polizia.[1][2]